# Resolutie 116 Veiligheidsraad Verenigde Naties
Resolutie 116 van de Veiligheidsraad van de Verenigde Naties werd door de VN-Veiligheidsraad aangenomen eind juli 1956.

## Inhoud
De Veiligheidsraad had de aanvraag van Tunesië om lid te worden van de VN bestudeerd, en beval de Algemene Vergadering aan om het VN-lidmaatschap te verlenen aan Tunesië.

## Verwante resoluties
- Resolutie 112 Veiligheidsraad Verenigde Naties (Soedan)
- Resolutie 115 Veiligheidsraad Verenigde Naties (Marokko)
- Resolutie 121 Veiligheidsraad Verenigde Naties (Japan)
- Resolutie 124 Veiligheidsraad Verenigde Naties (Ghana)

Lijst ·  111 ·  112 ·  113 ·  114 ·  115 ·  116 ·  117 ·  118 ·  119 ·  120 ·  121